# Darby Crash
Jan Paul Beahm, plus connu sous le pseudonyme de Darby Crash, est le chanteur du groupe punk The Germs. Sa carrière courte et chaotique fut une grande inspiration pour la scène punk, en particulier la scène punk de Californie.

## Jeunesse
Jan Paul est né dans l'hôpital de Hills, comté de Los Angeles à 23h. Dans sa jeunesse, il perd son demi-frère Bobby Lucas, mort d'overdose à l'héroïne. Il reprendra d'ailleurs le prénom de ce dernier dans son nom de scène sur le premier album : « Bobby Pyn », dont une traductions serait « Ayguylle Bob ».

## Biographie
Le groupe formé en 1976 avec Jan Paul Beahm s'est composé de Pat Smear, Belinda Carlisle et Lorna Doom qui décède le 16 janvier 2019.
Darby Crash se suicide par overdose d'héroïne le 7 décembre 1980 à l'âge de 22 ans dans sa maison de Mid-Wilshire. Sa mort, largement éclipsée par l'assassinat de John Lennon le lendemain, met fin momentanément à l'existence du groupe The Germs dans sa première version (1977-1980). Fabrice Caro cite notamment cet événement dans son roman Le Discours.
Il repose au cimetière "Holy Cross Cemetery (Culver City)" situé en Californie.

## Citations
« I’m not going to save up for my old age because I’m not going to have an old age. If we run out of money, I can always kill myself. »

« Je vais pas économiser pour quand je serai vieux parce que je ne vais pas vivre vieux. Si on manque d'argent, je pourrais toujours me tuer. »

## Signification du logo
Le logo, créé par Darby Crash et Don Bolles, ferait apparemment référence aux brûlures de cigarette ,"the Germs burn" qu'infligeaient les membres du groupe à leurs plus fidèles fans.